# Diego Ramírez de Haro
Diego Ramírez de Haro, III señor de Bornos y llamado el de las Grandes Fuerzas (c.1520-1578), fue un noble español del siglo XVI, militar, torero a caballo aficionado y tratadista sobre equitación y tauromaquia.

## Origen familiar
Nació hacia 1520, probablemente en la villa de Madrid, donde poseía cuantiosos bienes vinculados. Fue hijo primogénito y sucesor de Hernán Ramírez Galindo (c.1492-1529), señor del cortijo de Bornos en el municipio de Cambil y alcaide del castillo de Salobreña, paje del príncipe Don Juan, y de Teresa de Haro y Castilla, su mujer, señora de las villas de Sorbas y Lubrín; nieto del famoso general Francisco Ramírez de Madrid el Artillero, muy destacado en la Guerra de Granada, y de Beatriz Galindo la Latina, su segunda mujer, camarera mayor de la Reina Isabel la Católica y su maestra de latín.
Diego era todavía niño en 1529, cuando murió su padre y le sucedió en el señorío de Bornos, en la alcaidía de Salobreña y en la escribanía mayor de rentas de la Orden de Santiago. A causa de su edad no podía servir estos cargos por su persona, y su madre designó tenientes que los ejercieran de modo efectivo. Gozó del tratamiento de Don en un tiempo en que todavía era muy raro, fuera de la nobleza titulada y de los altos dignatarios del reino y de la Iglesia.

## Milicia
Prestó a Felipe II destacados servicios de armas: de mozo fue capitán en Flandes, y desde 1568 combatió en la Guerra de las Alpujarras, donde primero defendió la fortaleza de Salobreña y después sirvió a las órdenes de Don Juan de Austria, hallándose en la toma del castillo de Vélez (1570) entre otras acciones.

## Tauromaquia

### Práctica
Durante el reinado del Emperador Don Carlos, que era muy aficionado a este arte, alcanzaron extraordinaria brillantez en España los festejos taurinos, a los que concurría toda la nobleza, y donde los caballeros más galanes y arrojados rivalizaban por hacer, a pie o a caballo, una faena lucida que les granjease efímera gloria. Algunos de los que por entonces alcanzaron celebridad fueron Diego de Acevedo (hijo de los condes de Monterrey), Pedro Vélez de Guevara (después II conde de Oñate), Luis de Guzmán (hijo del marqués de la Algaba) o Diego de Toledo (hermano natural del duque de Alba), que murió de una cornada. El historiador Luis Zapata de Chaves, contemporáneo suyo, deja constancia de lances famosos de todos ellos, como aquel en que el propio monarca mató al toro Mahoma:

El Emperador salió un día a unos toros en Valladolid, delante de la Emperatriz y de sus damas. Era un toro grande y negro como un cuervo, y se llamaba Mahoma. Yo le vi: ya se puede suponer la expectación que habría de ver entrar en campo con una bestia fiera al Emperador de los cristianos. Y aunque era bravísimo, el toro no le quiso [embestir], sino junto a San Francisco se estaba quedo parado, bufando y escarbando. Entonces llegó Don Pero Vélez de Guevara, un caballero viejo, gran maestro en aquel arte, y dijo: «—Así le había vuestra Majestad de llamar para que le entrase.» Y dijo el Emperador: «—Id vos y veamos cómo hacéis.» Fue a él Don Pero Vélez: parte contra él luego el toro, y derríbale, y échale fuera las tripas a su caballo, y vuelve a pie muy corrido al Emperador, que le dijo: «—Esa lección, Don Pero, yo no la pienso tomar, si a Dios place.» Torna el toro a volverse a su puesto como antes, y como no venía a él, parte para él el Emperador, y dale por el cerviguillo una lanzada de la que cayó luego muerto, enclavado con la lanza.
Aquella noche, hablando de esto y de otras cosas, en un corrillo de caballeros ante el Emperador, dijo Don Diego de Acevedo al oído a Pedro de la Cueva, Comendador mayor de Alcántara: «—Yo toreo razonablemente.» No lo había aún él bien dicho burlando, que alzó la voz el Comendador mayor y dijo: «—Don Pero dice que esto del torear lo hace bien.» «—Veamos cómo —dijo el Emperador—: quizá os aceptaré por mejor medio que a Don Pero Vélez.» «—Señor —dijo él—: yo salgo con una lanza de fresno, porque esas otras de pino quiebran luego, y con un hierro ancho, muy agudo y que cortará un pelo en el aire, y en un buen caballo, que los tengo siempre buenos para esto. Póngome lo mejor que puedo al toro, y mientras más bravo, mejor; parte al momento para mí, y en llegando no sé más lo que pasa en el caso, que las más veces, muerto mi caballo, me hallo en el suelo sin lanza y sin capa y sin gorra, y cercado de pícaros que me andan quitando alrededor las pajas. Ya en esto tiene mi mujer aparejada una sábana en vino en que envolverme, como cosa que casi siempre me acaece.» Al fin de la plática, Don Pedro hizo una reverencia: todos rieron mucho. «—Tampoco os quiero por maestro —dijo riendo el Emperador—, si así pasa.»
Luis Zapata de Chaves

Pero dos fueron sin duda los toreros más insignes de aquella época: Pedro Ponce de León (hermano del IV duque de Arcos) y Diego Ramírez de Haro, III señor de Bornos, que a sus dotes naturales de fuerza y habilidad unía una depurada técnica en equitación y manejo de las armas. Abona a Zapata en esto Gonzalo Argote de Molina, que asimilando la lidia a la actividad cinegética incluyó un tratado de tauromaquia en su Discurso sobre la montería de 1582, anexo a su Libro de la montería. Del arte de alancear toros a caballo —en sus dos variantes: rostro a rostro y al estribo— se ocupa en el capítulo XXXIX, titulado «De la forma que se ha de tener en dar a los toros lanzada», y que empieza evocando la gracia con que ejecutaban esta suerte aquellos dos caballeros:

Gran gentileza española es salir un caballero al coso contra un toro, y derribarlo muerto de una lanzada, con tanta desenvoltura y aire como lo usaron, en el Andalucía, Don Pero Ponce de León, hijo del Marqués de Zahara, y en Castilla, Don Diego Ramírez, caballero principal de Madrid.
Gonzalo Argote de Molina

Su arte como jinete y alanceador de toros también es elogiada por Gregorio de Tapia y Salcedo en sus Exercicios de la gineta publicados en 1643. Distingue este tratadista taurino tres formas de lidia a caballo: con lanza, con rejón y con vara larga. Y afirma que «Don Diego Ramírez de Haro daba las lanzadas cara a cara, a galope y sin anteojos ni venda el caballo». En esto aventajaba el madrileño a Ponce de León, su rival, quien sí tapaba los ojos a su montura con anteojeras, según refiere Zapata.
Una anécdota que retrata a lo vivo al torero valiente y al caballero galante con las damas tuvo lugar en 1548 durante los festejos celebrados en Valladolid por las bodas de la infanta Doña María con el archiduque Maximiliano, su primo y futuro Emperador. La consigna también Zapata de Chaves, y la reproduce el erudito cervantista Diego Clemencín en su edición crítica del Quijote:

Don Diego Ramírez ante el Rey de Bohemia Maximiliano, que fue después Emperador, hizo en Valladolid una muy buena suerte. Sale un toro muy bravo; tenía una dama de la Reina una hermosa garrocha, que no la osaba tirar por no perderla. «—Tírela vuestra merced —dijo Don Diego—, que yo prometo por más bravo que el toro sea de se la volver.» Pasó por debajo del tablado el toro; todas las damas le porfiaron que la tirase; ella tiróla al fin y no fue como de dama el telus que embelesina, sino que en el lomo se la hincó luego. Baja Don Diego solo con su capa y espada; vase para el toro derecho, y sin andar desautorizado de acá y de allá tras él, dejando caer de un lado la capa, con la mano izquierda le quita la misma garrocha entre otras muchas, y con la derecha le da una mui buena cuchillada en el rostro, que le hizo rehuir de él, y vuelve con ella á la dama, cumpliendo su palabra enteramente, no sé si con más ánimo que dicha o si con más dicha que ánimo de no andar arrastrado tras el toro y volver sin ella, que de peligro era aquí lo de menos; mas en fin lo dicho: uno y otro de ánimo y de ventura fue extremo y ejemplo grande.
Luis Zapata de Chaves

### Teoría
En fecha indeterminada escribió con buen estilo el Tratado de la brida y jineta y de las cavallerías que en entrambas sillas se hacen y enseñan a los cavallos y de las formas de torear a pie y a caballo, una de las obras sobre equitación de la época que incluían regulación de la tauromaquia, entonces muy en boga entre la aristocracia. Su tercer libro está íntegramente dedicado al toreo, y resulta relevante por ser la primera obra de este tipo que no solo versa sobre el toreo a caballo, sino que también hace referencia al toreo a pie. Su fama como toreador confirió gran autoridad al tratado.

## Matrimonios y descendencia
Contrajo primer matrimonio, capitulado en 1541, con Francisca de Figueroa, hija de Luis de Quintanilla, señor de las casas de su apellido en Asturias y Medina del Campo, comendador santiaguista y corregidor de Úbeda y Baeza, y de Catalina de Figueroa, su mujer, camarera mayor de la Reina Doña Juana en Tordesillas. Esta señora murió al poco tiempo dejándole una hija:
- Teresa Ramírez de Haro, que casó con Francisco de Garnica, contador mayor de Felipe II y de su Consejo de Hacienda, fundador del convento de San Bernardino de Madrid, natural de Soria. De quienes procedieron los señores de Valdetorres de Jarama.

Y casó en segundas nupcias con Ana de Guevara (c.1525-1585), una noble murciana oriunda de Guipúzcoa, hija de Hernando de Otazo y Verástegui, señor del castillo y coto de Monteagudo, regidor de la ciudad de Murcia, caballero de Santiago, y de Juana de Guevara, su mujer y deuda, señora de la villa de Ceutí y del mayorazgo de la Vega de Morata. A raíz de su casamiento, Diego tuvo por cuñados a Beltrán de Guevara, con quien se batiría en duelo, y a Juan de Guevara, el primogénito, caballero de Calatrava, de quien provienen los marqueses de Espinardo. De este matrimonio nacieron dos hijos:
- Beatriz Galindo, que casó con Juan Hurtado de Mendoza y Castilla, caballero de Santiago, hijo de Pedro González o Hurtado de Mendoza y de Aldonza Lasso de Castilla; nieto de los primeros marqueses de Cañete y sobrino carnal del segundo, que fue virrey del Perú, y del cardenal Mendoza y Bobadilla, autor del Tizón de la nobleza española.[3]
- Y Luis Ramírez de Haro y Guevara, señor de Sorbas y Lubrín y del coto y mayorazgo de Bornos, que casó con Isabel de Ayala y Padilla, su deuda, hermana del I conde de Villafranca de Gaitán. Estos fueron padres de[2]

- Diego Ramírez de Haro y Gaitán de Ayala, caballero de Alcántara, que en 1642 fue creado conde de Bornos por el Rey Felipe IV y murió sin descendencia,
- y de Francisco Ramírez de Haro y Gaitán de Ayala, que sucedió a su hermano como II conde de Bornos y tuvo posteridad en que sigue esta casa, elevada a la grandeza de España en 1780.

## Muerte en duelo
Su temperamento arrojado y pendenciero le granjeó una muerte airada. Desafiado por Beltrán de Guevara, su cuñado, se batieron a espada en Madrid en 1578, y Diego recibió una estocada de la que murió a las pocas horas del duelo.
Fue enterrado en la capilla mayor de la iglesia de la Concepción Jerónima, convento fundado por su abuela. Su cuñado fue juzgado y condenado a muerte y sus bienes incautados. Pero en 1586 —un año después de fallecer Ana de Guevara, su viuda, hermana del reo— los dos hijos del matrimonio otorgaron escritura de perdón, solicitando el indulto de su tío Beltrán.